# 許子萱
許子萱（英語：Cecca Xu Zixuan，1997年2月14日—），是一位出生於中國廣州的投資銀行金融分析師，她在2021年當選為《第22届环球华裔小姐》全国总決赛季军，亦為《2022年度香港小姐競選》亞軍、國際親善小姐、最佳妝容獎、生態保育大使獎及最佳口才獎得主。

## 簡歷
許子萱在中國廣州市出生，就讀於廣州市東山培正小學，12歲前赴美國留學，入讀位於佛羅里達州的 Stanton College Preparatory School，就讀中學期間因熱衷義工服務，以及協助白血病兒童，而於2014年獲頒「HandsOn Youth in Action」獎項。她在2015年入讀美國密芝根大學羅斯商學院，主修金融和戰略管理，大學本科畢業後曾於美國投資銀行美林證券擔任金融分析師。
2017年，許子萱曾參與江蘇衛視以婚戀交友為主題的真人實境節目《非誠勿擾》，並於2019年在中國大陸出版她人生第一本自傳《一個華爾街女孩的面考實錄》分享紐約職場文化、職場人際關係複雜性、職場人性陰暗面、如何有效運用辦公室政治和面試心得，惟在內地及外國網站均滯銷而要減價促銷。她是目前唯一一位當選前曾任作家的港姐三甲人選，但於泳裝問答環節卻表示「希望與特首夫人李林麗嬋被困升降機（遇上倒霉事）」，令人懷疑她是否懂得成熟的溝通技巧。
許子萱在2020年於紐約考獲調酒師牌照，並於2021年參加《第22届环球华裔小姐》競選，最终獲得全国总决赛第三名。
2022年，許子萱報名參加《2022年度香港小姐競選》，在首晤傳媒記者會中透露已獲英國劍橋大學和牛津大學的工商管理系碩士課程同時錄取，目前正考慮修讀二者其一。她表示，如當選香港小姐，將擱置其讀書進修計劃，並竭盡所能履行香港小姐的職責，並預告將會於2022年底或2023年初出版她第二本自傳，內容將會講述在香港的選美經歷和黑幕。 在港姐訓練期間，曾被指與15號佳麗張光怡因排舞問題而鬧出不和事件，其後兩人否認相關傳聞。 最終，許子萱在比賽中獲頒最佳妝容獎、生態保育大使獎、最佳口才獎、國際親善小姐及亞軍五個獎項。
2023年9月，履行香港小姐責任後，許子萱未有與無綫電視續約，後赴英國牛津大學賽德商學院攻讀工商管理系碩士課程，並於2024年10月畢業。

## 演出

### 節目演出（江蘇衛視）
- 2017年：《非誠勿擾》

### 節目演出（無綫電視）
- 2022年：《2022香港小姐競選：小城美誌》（參選佳麗）
- 2022年：《2022香港小姐競選：美麗序章》（參選佳麗）
- 2022年：《2022香港小姐競選決賽》（參選佳麗；亞軍、國際親善小姐、最佳妝容獎、生態保育大使獎及最佳口才獎得主）
- 2022年：《2022香港小姐美麗繼承者》（參選佳麗；亞軍、國際親善小姐、最佳妝容獎、生態保育大使獎及最佳口才獎得主）

## 外部連結
- 許子萱的Instagram帳戶
- 許子萱的新浪微博
- 許子萱的Instagram粉絲專頁 （页面存档备份，存于）
- 2022香港小姐競選 - 4號　許子萱 Cecca Xu - 佳麗檔案 - tvb.com （页面存档备份，存于）

| 前任： 梁凱晴 | 香港小姐競選亞軍 2022年 | 繼任： 王怡然 |

| 前任： 邵 初 （友誼小姐） | 香港小姐競選友誼小姐 （國際親善小姐） 2022年 | 繼任： （友誼小姐） |